# سیف‌الدین قطز
سیف‌الدین قُطُز با نام کامل الملک المظفر سیف‌الدین قطز سومین سلطان از سلطنت مملوک مصر بود که به فرماندهی سپاه مسلمانان مصر رسید. سیف‌الدین در حملهٔ مغولان با فداکاری‌های خود نخستین شکست بزرگ را به آنان در نبرد عین جالوت تحمیل نمود و زمینهٔ شکست‌های بعدی را فراهم ساخت.

## تولد و اسارت
در گیر و دار جنگ باقیماندهٔ خوارزمشاهیان با مغولان، خواهر سلطان جلال‌الدین، پسری به نام محمود به دنیا آورد. در حملهٔ مغول به خوارزم که به نابودی آن شهر منجر گشت و تقریباً تمامی مردم شهر به غیر از تعدادی انگشت شمار کشته شدند و محمود به همراه تعدادی دیگر از کودکان به بردگی گرفته شد.
محمود خردسال در همان سرآغاز کودکی و در حال اسارت نیز از خود ضعف نشان نمی‌داد و بدین خاطر مغولان به او لقب قطز دادند که در زبان مغولی به معنی سگ وحشی می‌باشد.
سربازان مغول که از شخصیت و نسبت قطز با سلطان جلال‌الدین آگاهی نداشتند، از جان او در گذشته و برای بدست آوردن مال او را به تجارِ برده فروخته و آن‌ها نیز قطز را به همراه دیگر کودکان در بازار برده به معرض فروش گذاشتند. در دمشق، شخصی به نام ابن الزعیم او را خرید. قطز با وجود خردسالی و بَردگی توانست در دمشق زبان عربی و قرآن و آموزش‌های ابتدایی فقه اسلامی را فرا بگیرد. در کتب تاریخ آمده که روزی استاد قطز او را زد. او گریست و یک روز کامل چیزی نخورد. وقتی استاد تصمیم گرفت برود، به شخصی به نام حاج علی فراش سفارش کرد تا قطز را دلداری داده به او طعام بدهد. فراش می‌گوید: «زمانی که پیش قطز آمدم به او گفتم آیا به خاطر یک ضربهٔ استاد این همه گریه می‌کنی؟» قطز گفت: «گریهٔ من به‌خاطر کتک خوردن نیست، بلکه به‌خاطر این است که او پدر و جد مرا لعنت کرده و این در حالی است که آن‌ها از او بهتر و بهتر هستند.» فراش پرسید: «مگر پدر تو کیست؟ مگر نه این است که او کافری بیش نبوده؟» قطز جواب داد: «قسم به خدا که من مسلمانی فرزند مسلمانی دیگر هستم. من محمود بن مودود، خواهرزادهٔ خوارزمشاه و از فرزندان پادشاهان هستم.»
قطز در همان روزگار نوجوانی در اسب‌سواری و استفاده از شمشیر و آلات جنگی مهارت یافت و تقریباً تمامی فنون جنگی را یادگرفت.

## سلطنت
در زمان سلطنت ملک نجم‌الدین ایوب از خاندان صلاح الدین ایوبی، بسیاری از بردگان ترک به مصر آورده شدند که از جملهٔ آن‌ها عزالدین ایبک ترکمانی بود که بعدها او نیز قطز را خریداری کرده و به مصر آورد.
در اواخر حکومت ایوبیان، اختلافاتی میان درباریان و فرماندهان رخ داد که سبب شد بردگان مملوکی به قدرت برسند. قضیه از این قرار بود که پس از مرگ ملک نجم‌الدین ایوب، فرزندش تورانشاه به قدرت رسید. پس چون تورانشاه بر تخت سلطنت تکیه زد، راه ناسازگاری را با همسر پدرش، شجره الدر، را پیش گرفت و بر بردگان و مملوکانی که توسط پدرش به مصر آورده شده بودند ستم روا داشت و تعدادی از آنان را به قتل رساند. این امر سبب شد تا شجره الدر مملوکان را علیه او بشوراند و او را بکشد. کشته شدن تورانشاه سبب شد که، برای نخستین و آخرین بار تا این زمان، یک زن در مصر به حکومت برسد. اگر چه تمامی بزرگان دربار و سپاه بر سلطنت شجره الدر اتفاق کردند، او بیش از سه ماه حکومت نکرد، چرا که خود او صلاح را در این دید که از سلطنت استعفا داده آن را به عزالدین ایبک ترکمانی واگذار نماید و خود نیز همسرش شد. 
با به قدرت رسیدن عز الدین ایبک ترکمانی، حکومت دودمان ایوبیان به پایان رسید و سلطنت ممالیک (بردگان) آغاز شد. ایبک، مطلع از جنگ‌آوری و چابک‌سواری و تدبیر و ایمان قطز، او را فرماندهٔ لشکر و وزیر دست راست خود کرد. او مدتی امور را در تصرف خود داشت تا اینکه همسرش، شجره الدر، با کمک گروهی از ممالیک او را کشت. علت قتلش این بود که همسرش متوجه شد که ایبک می‌خواهد بر سر او هوو (زن دوم) بیاورد. پس از کشته شدن عزالدین ایبک، فرزند پانزده ساله‌اش به نام نورالدین علی به حکومت رسید. به حکومت رسیدن این نوجوان پانزده ساله مصادف با تصرف و نابودی بغداد در ۱۲۵۸ و کشته شدن مستعصم، خلیفهٔ عباسی، به‌دست لشکر هولاکو و، متعاقباً، تسلطشان بر شام و حلب بود؛ چنان‌که لشکر مغول تا آنجا پیش رفت که در پشت دروازه‌های مصر برای حمله به آنجا اردو زد.
در این زمان، بزرگان و اعیان دولت که شاه جوان را از تدبیر امور عاجز می‌دیدند او را از سلطنت خلع کردند، و به اتفاق آراء قطز آینده‌دار را به سلطنت برکشیدند. قطز بلافاصله به اصلاح امور و سر و سامان دادن به اوضاع و احوال مملکت پرداخت: نخست، رقیبانش در شام و مصر را به سوی خود جذب کرد و در شمار لشکریانش درآورد، سپس به تقویت روحیهٔ مردم و سربازان پرداخت و آنان را برای نخستین رویارویی با لشکر مغول آماده ساخت.

## ورود نمایندگانی از جانب مغول
مغولان، که تا نزدیکی‌های مصر پیش آمده بودند، نمایندگانی را با نامه‌ای سراسر تهدید و اهانت نزد قطز فرستادند که در آن خواستار تسلیم ممالیک شده بودند. متن نامه بدین شرح بود:
«امور را به ما واگذار کنید تا در امان بمانید قبل از اینکه پرده [از قدرت ما] برداشته شود و پشیمان شوید. یقیناً، در مورد شهرهایی که ویران و مردمانی که قتل‌عام کردیم شنیده‌اید. پس چگونه [و به کجا] فرار می‌کنید در حالی که ما شما را دنبال می‌کنیم. شما هرگز از شمشیرهای ما جان سالم به در نخواهید برد […] تعداد ما برابر با تعداد ریگزارهاست. کسی که با ما درافتد پشیمان می‌گردد. پس خودتان را با دست خودتان به هلاکت نیندازید.»
اما این تهدیدات قطز را متزلزل نکرد. او با خود اندیشید که در هر صورت یکی از دو خوبی را بدست خواهد آورد: یا پیروز می‌شود یا شهید. از سویی دیگر، او از خاندان خوارزمشاهیان و خواهرزادهٔ جنگجویی چون سلطان جلال‌الدین بود که در برابر مغولان مقاومت کرده و بارها آنان را عقب رانده و بعضی شهرها را از آنان پس گرفته بود. او پیش‌تر می‌دانست که سخن از شکست‌ناپذیری مغول افسانه‌ای بیش نیست، چه او در اوان کودکی شکست مغول را دیده بود. پس نمایندگان مغولان را حبس و نامه‌شان‌ را پاره کرد و برای بالا بردن روحیهٔ سربازان و خرد کردن روحیهٔ مغولان از دم تیغشان گذراند و بر دروازه به صلابه کشید.

## آماده‌سازی و تجهیز لشکر برای رویارویی با مغولان
قطز تصمیم گرفت به‌جای ماندن در مصر و انتظار هجوم مغولان و حالت دفاعی گرفتن و محاصره شدن مصر، برای رویارویی با مغول به شام لشکر بکشد. او جبههٔ داخلی را با عزل تمامی کسانی که در حمایت و شجاعتشان شک داشت تقویت کرد و به‌جایشان نزدیکان و معتمدان خود را نصب کرد. سپس در قاهره و سایر شهرهای زیر سلطهٔ خود اعلام جهاد نمود و مردم را برای جنگ فرا خواند. برای تجهیز لشکر به جمع‌آوری اموال پرداخت و مالیات‌هایی بر مردم تعیین کرد، اما بسیاری از عالمان، که در میانشان علامه و دانشمند بزرگ، عزّ بن عبدالسلام، نیز بودند، بر این امر اعتراض کردند و از او خواستند تا بودجهٔ لازم برای تجهیز لشکر را از اموال فرماندهان ممالیک تأمین نماید، تا جایی که هیچ مالی غیر از اسب و سلاح جنگی برای فرماندهان باقی نمانَد، و اگر باز هم نیاز لشکر برآورده نشد، آنگاه بر مردم مالیات ببندد.
قطز که متوجه شد این فرمان‌بر بعضی از أمرا گران آمده‌است بر آن‌ها فریاد برآورد: ای فرماندهان مسلمانان، زمانی بود که شما از اموال بیت‌المال می‌خوردید، اما امروز از جنگ و جهاد کراهت دارید. من در راه رفتن به جنگ هستم پس هر کس که قصد جهاد دارد همراه من می‌آید و هر کس که از جهاد روی گردان باشد به خانه‌اش بر می‌گردد اما خداوند از او آگاه است و پایمال شدن حرمت و ناموس مسلمانان بر گردن بازمانده‌هاست.
این سخنان قطز بر فرمانده‌ها بسیار تأثیر گذاشت و آن‌ها را متحول کرد و همگی به اعلام جهاد پاسخ مثبت دادند. پس قطز با لشکر از مصر خارج شد و، پس از پیوستن لشکر شام به او، به غزه رسید. او فرماندهی خط مقدم لشکر را به بیبرس، که قوی و جنگجو بود، سپرد. پیش از آغاز جنگ، بیبرس با تعداد سربازی که در اختیار داشت بر مقدمهٔ لشکر مغول یورش برده آنان را از پای درآورد. این امر روحیهٔ بقیهٔ لشکریان را، که به‌همراه قطز به آنان پیوسته بودند، بالا برد. پیروزی خط مقدم لشکر قطز بر پیش قراولان لشکر مغولان سبب شد تا پشت صلیبی‌هایی که هنوز در بعضی مناطق حضور داشتند و گاه بر قسمت‌هایی از سرزمین‌های مسلمانان یورش می‌بردند، به لرزه در آید و از قدرت و کمیت و کیفیت سپاه قطز وحشت کنند و، برای در امان ماندن از خشم و هجوم سپاه مسلمانان، به آنان تعهد بدهند که به مغولان علیه آنان هیچ کمکی نکنند. قطز نیز تهدیدشان کرد که، در صورت هرگونه مساعدت به مغول و همکاری با آنان، پیش از مغول به آن‌ها حمله خواهد کرد.

## نبرد عین جالوت
در صبح روز جمعه، ۲۶ رمضان سال ۶۵۸ ه‍.ق مصادف با ۱۲۶۰م، دو لشکر در مکانی به نام عین جالوت، در نزدیکی دریاچه جلیل، با هم برخورد کردند و جنگ سختی میانشان درگرفت. پس از مدتی از آغاز جنگ، لشکر مغول، مرتفعات جبهه را تصرف کرد که سبب شد ستون چپ لشکر مغولان به راحتی بتواند بر جناح راست سپاه مسلمانان یورش ببرد. این یورش سبب شد تا سپاه مسلمانان از هم بپاشد و نزدیک بود تا آخرین امید مسلمانان در برابر مغول بر باد برود. اما ناگهان سیف‌الدین قطز از بالای اسب به پایین آمده و کلاه خود خود را بر زمین کوبید. با صدای بلند فریاد برآورد: «وا اسلاماه وا اسلاماه!»
پس همهٔ کسانی که صدای فریاد او را شنیدند، اطراف او را فرا گرفتند و با تمام قدرت بر لشکر مغول هجوم برده توان آنان را برهم زدند و به عقب راندند. قطز مدام فریاد می‌زد: «یا الله انصر عبدک قطز علی التتار» یعنی «خدایا بنده‌ات قطز را در برابر مغول یاری کن.»
از خوش‌اقبالی مسلمانان در این هجوم، کیتبوقا، فرماندهٔ لشکر مغول، کشته شد و مغولان به سمت شمال عقب‌نشینی کردند. مغولان بار دیگر صفوف لشکر خود را منظم کردند اما سیف‌الدین قطز آن‌ها را دنبال کرد و، پس از ساعت‌ها جنگ و درگیری، سرانجام مسلمانان پیروزی خود را قطعی کردند و مغولان، برای نخستین بار در تاریخ خود، جام بزرگ‌ترین شکست خود را که منجر به شکست‌های بعدی‌شان نیز شد، سر کشیدند.
در این هنگام سیف‌الدین قظز از بالای اسب پایین آمده و به نشانه‌ی شکرگزاری پیشانی را بر خاک نهاد و سجدهٔ شکر کرد. در جنگ‌های پس از عین جالوت، سپاه ممالیک به فرماندهی سیف‌الدین قطز و بیبرس به پاکسازی سریع شهرهای شام از سلطهٔ مغولان پرداختند و دمشق و حلب را از آنان پس گرفتند و لشکر از پای در آمدهٔ مغول از شهرهای شام گریخت.
هر چند که جنگ عین جالوت، پایان کار مغولان نبود اما آغازی شد برای شکست‌های بعدی آنان که توسط ملک الظاهر بیبرس پس از قطز ادامه یافت. اهمیت نبرد عین جالوت به فرماندهی سیف‌الدین قطز در این است که این جنگ خط قرمز و پایان دهندهٔ هجوم‌ها و پیروزی‌های مغول علیه دولت‌های اسلامی بود. در ظاهر، پیروزی در این جنگ همانند بقیهٔ پیروزها و فتوحات در تاریخ متصور می‌شود که نصیب بسیاری از فرماندهان شده‌است. اما ارزش و اهمیت فرماندهی سیف‌الدین قطز در اینست که جهان اسلام را، که بیش از دو سومش ویران شده بود، از نابودی نجات داد و پس از کشته شدن میلیون‌ها مسلمان به‌دست مغول از کشته شدن بیشتر مسلمانان جلوگیری کرد. او افسانهٔ شکست ناپذیری مغول را از میان برد، و استراتژی مغول را، که تا آن‌موقع هجومی بود، دفاعی کرد و شوکت و قدرتشان را از میان برد.

## درگذشت
سیف الدین قطز در راه بازگشت به مصر در یک فرسخی قریه صالحیه با توطئه ملک ظاهر بیبرس کشته شد.